# تاوشا مایلز
تاوشا مایلز (انگلیسی: Tausha Mills؛ زادهٔ ۲۹ فوریهٔ ۱۹۷۶) بازیکن بسکتبال اهل ایالات متحده آمریکا است.